# Barbus afrohamiltoni
Barbus afrohamiltoni är en fiskart som beskrevs av Crass, 1960. Barbus afrohamiltoni ingår i släktet Barbus och familjen karpfiskar. IUCN kategoriserar arten globalt som livskraftig. Inga underarter finns listade.